# Svenska Deckarakademin
De Svenska Deckarakademin (Zweedse academie voor misdaadschrijvers) is een vereniging van Zweedse schrijvers van misdaad- en detectiveromans.

## Geschiedenis
De Svenska Deckarakademin werd in 1971 opgericht ter bevordering van het schijven van detective- en misdaadromans en reikt sinds haar oprichting jaarlijks de Zweedse literatuurprijs Bästa till svenska översatta kriminalroman (beste naar het Zweeds vertaalde misdaadroman) uit. 
Na het derde internationale "misdaad"-congres, dat door de academie in 1981 in Stockholm georganiseerd werd ter gelegenheid van hun tiende verjaardag, werd besloten om ook een prijs toe te kennen aan de beste Zweedse misdaadroman, de Bästa svenska kriminalroman.